# Ignazio Cassis
Ignazio Daniele Giovanni Cassis (Sessa, 13 april 1961) is een Zwitsers politicus voor de Vrijzinnig-Democratische Partij.De Liberalen (FPD/PLR) uit het kanton Ticino. Sinds november 2017 maakt hij deel uit van de Bondsraad. In 2022 was hij bondspresident van Zwitserland.

## Biografie

### Afkomst en opleiding
Ignazio Cassis groeide op in zijn geboorteplaats Sessa, aan de oevers van het Meer van Lugano. Hij studeerde geneeskunde aan de Universiteit van Zürich en behaalde er in 1987 zijn diploma. Vervolgens specialiseerde hij zich in interne geneeskunde en volksgezondheid. Van 1996 tot 2008 was hij arts in zijn kanton Ticino. Vanaf 2008 was hij ondervoorzitter van de Zwitserse Artsenfederatie.

### Politicus

#### Lokaal vlak
In 2004 werd Ignazio Cassis lid van de gemeenteraad van Collina d'Oro.

#### Nationale Raad
Bij de parlementsverkiezingen van 2007 werd Ignazio Cassis verkozen in de Nationale Raad, waar hij zetelde in de commissie Sociale Zekerheid en Volksgezondheid. In 2010 stelde hij zich voor een eerste maal kandidaat-Bondsraadslid toen Hans-Rudolf Merz ontslag nam uit de Bondsraad. Zijn kandidatuur werd evenwel niet weerhouden binnen zijn partij FDP/PLR. Johann Schneider-Ammann zou Merz' opvolger worden. Bij de parlementsverkiezingen van 2011 werd Cassis herverkozen.
Na de parlementsverkiezingen van 2015 werd Cassis fractievoorzitter van de FDP/PLR in de Bondsvergadering. Hij haalde het in deze verkiezing van Christian Wasserfallen.

#### Bondsraad

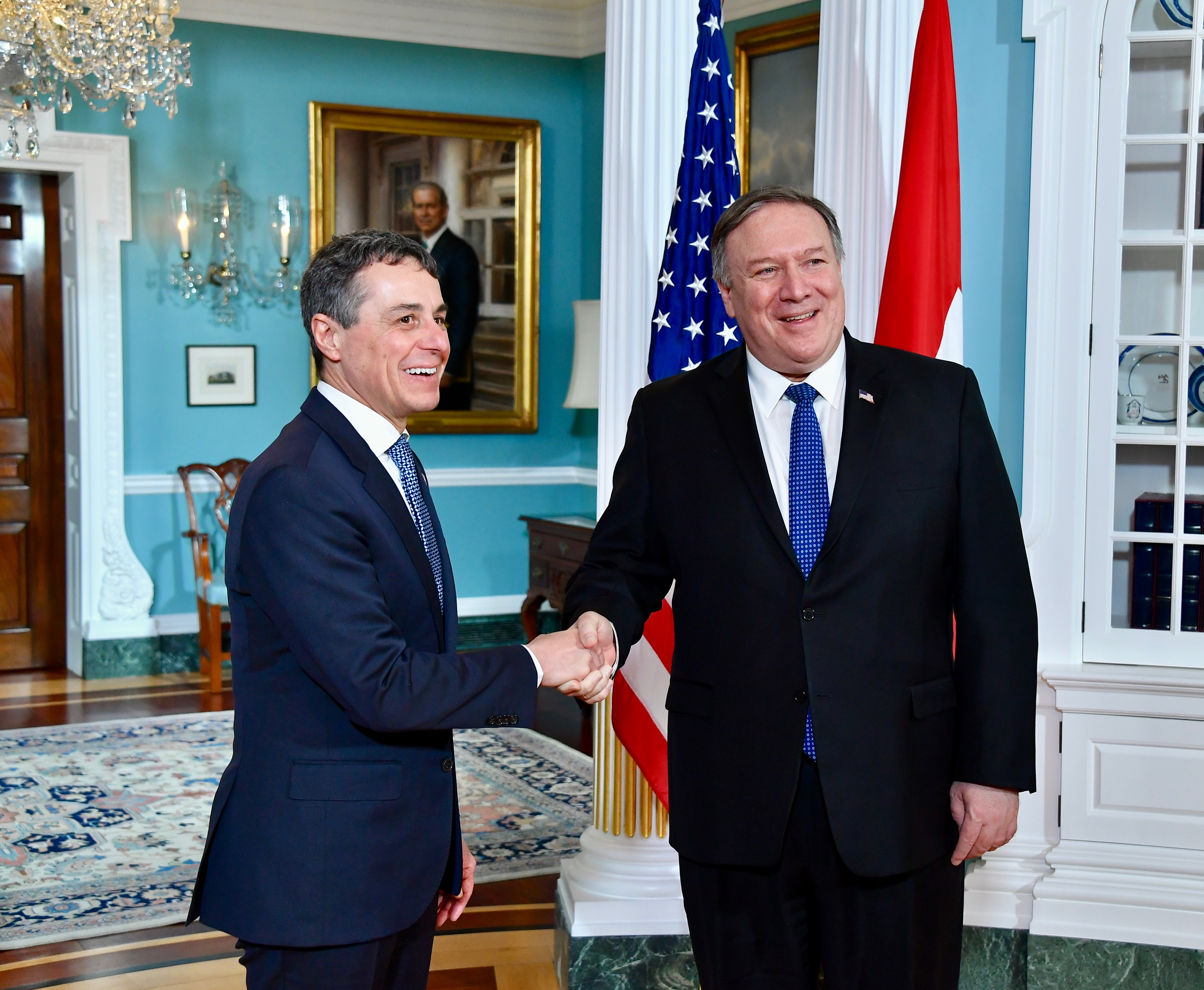
Bondsraadslid Ignazio Cassis wordt ontvangen door de Amerikaanse minister van Buitenlandse Zaken Mike Pompeo. Washington D.C., 7 februari 2019.

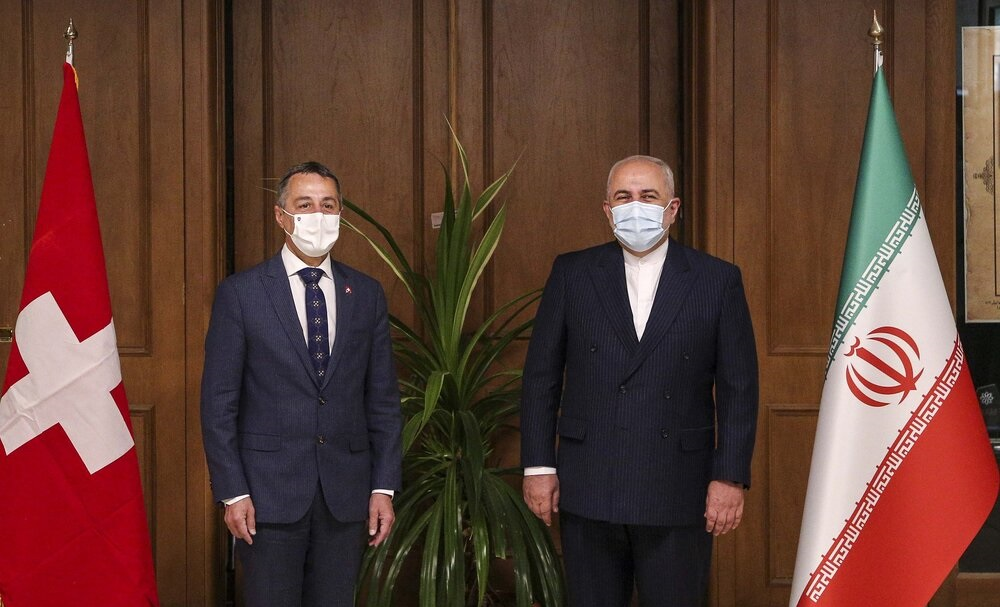
Bondsraadslid Ignazio Cassis met de Iraanse minister van Buitenlandse Zaken Mohammad Javad Zarif, september 2020.

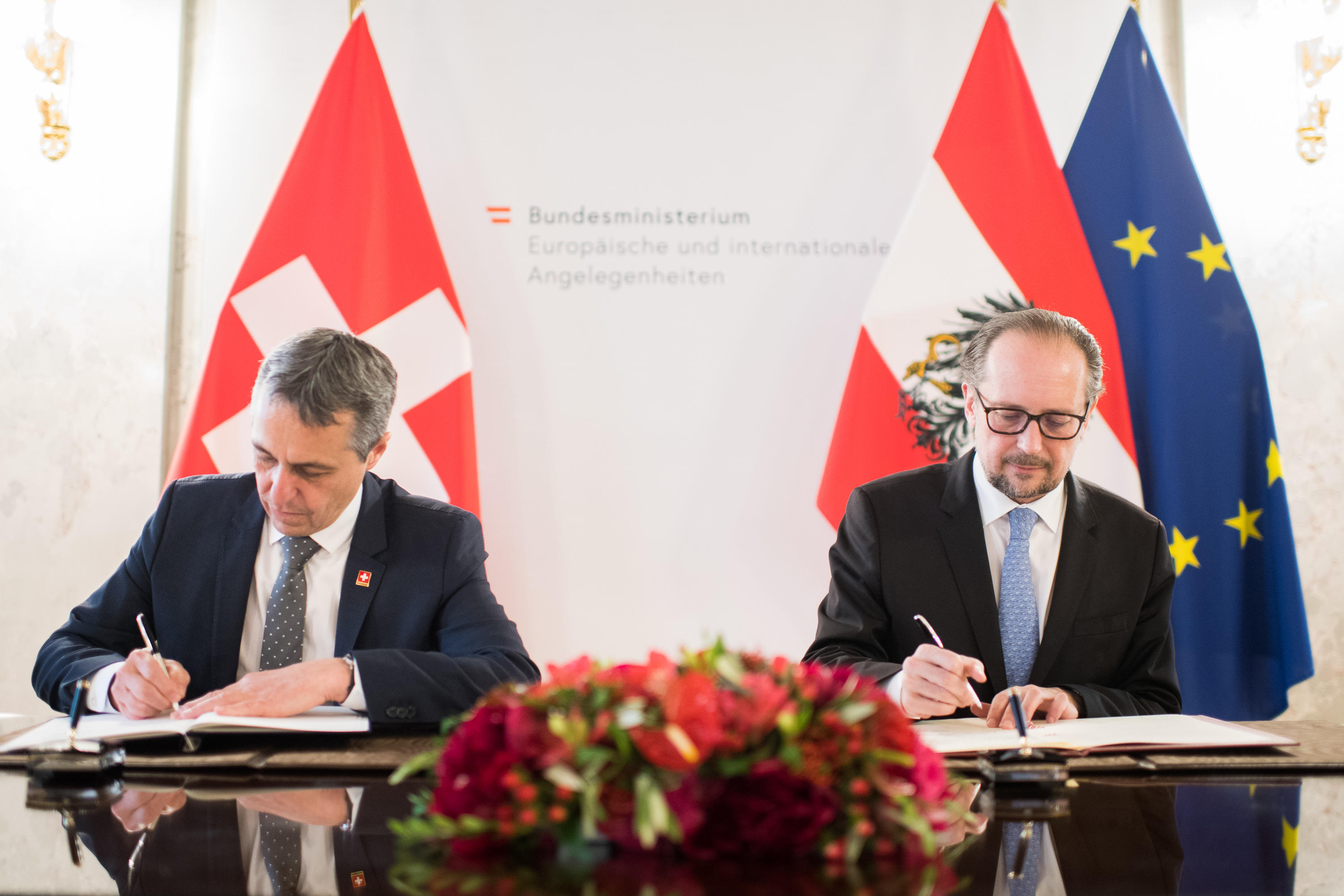
Cassis met de Oostenrijkse minister van Buitenlandse Zaken Alexander Schallenberg, 11 juni 2021.

Bondsraadslid Didier Burkhalter kondigde in 2017 zijn vertrek aan uit de Bondsraad. Opnieuw stelde Cassis zich kandidaat-Bondsraadslid, en dit keer met succes. Op 20 september 2017 werd Ignazio Cassis na twee stemrondes verkozen met 125 stemmen, twee stemmen meer dan de vereiste absolute meerderheid van 123 stemmen, tegenover 90 stemmen voor Pierre Maudet en 28 stemmen voor Isabelle Moret. Cassis werd zo de eerste Italiaanstalige en Ticinees in de Bondsraad van de 21e eeuw: tot dan toe was Flavio Cotti tot 1999 het laatste Italiaanstalige Bondsraadslid geweest. Met zijn verkiezing was het Italiaanstalige kanton Ticino voor het eerst in 18 jaar opnieuw in de Bondsraad vertegenwoordigd. Cassis verliet de Nationale Raad en trad op 1 november 2017 toe tot de Bondsraad. Hij kreeg er de leiding over het Departement van Buitenlandse Zaken. In de loop van de campagne ontstond een controverse omtrent de dubbele nationaliteit van kandidaat-Bondsraadsleden nadat Cassis besloot afstand te doen van zijn Italiaanse nationaliteit.
Na de parlementsverkiezingen van 2019 kreeg Cassis bij de herverkiezing van de Bondsraad een expliciete tegenkandidate, namelijk de groene Regula Rytz. Haar Groene Partij van Zwitserland had bij de parlementsverkiezingen van dat jaar een overwinning behaald en eiste een zetel in de Bondsraad op. Rytz kreeg evenwel onvoldoende steun achter haar kandidatuur en Cassis werd op 11 december 2019 als Bondsraadslid bevestigd met 145 stemmen tegenover 82 voor Rytz.
Op 8 december 2021 werd hij verkozen tot bondspresident van Zwitserland voor het jaar 2022. In november 2022 bracht hij een staatsbezoek aan België.

## Persoonlijk
Ignazio Cassis spreekt vier talen: Italiaans, Frans, Duits en Engels. Hij heeft drie zussen, is gehuwd en woont in Montagnola. Op 13-jarige leeftijd verloor hij na een ongeval de pink van zijn rechterhand. Tevens speelt hij piano en trompet.
- Base de données des élites suisses: 59383
- Gemeinsame Normdatei: 1116503271
- Historisch woordenboek van Zwitserland: 059661
- Réseau des bibliothèques de Suisse occidentale: 02-A003082382
- Système universitaire de documentation: 256693625
- Zwitserse Bondsvergadering: 3828
- Virtual International Authority File: 309904951
- WorldCat: E39PBJwhwVrDr4mDQDDDgTbGHC